# Fassang László
Fassang László (Budapest, 1973. december 12. –) Liszt Ferenc-díjas magyar orgonaművész, zongoraművész, érdemes művész.

## Életrajz
Fassang László budapesti zenész család gyermeke. Édesapja Fasang Zoltán fuvolaművész. Nagyapja, id. Fasang Árpád karnagy, zenepedagógus 1912-ben Krakkóban született, családneve Fassang volt, melyet téves anyakönyvezés miatt Fasang formában anyakönyveztek. Fassang László felnőttkorában döntött úgy, hogy családnevének eredeti írásmódját használja.
Középiskolai tanulmányait a Budapest-Fasori Evangélikus Gimnáziumban és a Baár-Madas Református Gimnáziumban végezte. Emellett a Bartók Béla Zeneművészeti Szakközépiskolában zeneszerzést tanult Fekete Győr István növendékeként. 1993-ban érettségizett a Baár-Madas Református Gimnáziumban. Orgonatanulmányait 13 éves korában Baróti István irányításával kezdte, majd a Liszt Ferenc Zeneakadémián folytatta, ahol orgonát Gergely Ferenc és Ruppert István, zongorát Prunyi Ilona növendékeként tanult. Itt 1998-ban szerzett diplomát. Ezt követően felvételt nyert a Párizsi Konzervatórium orgona-osztályába, ahol Olivier Latry és Michel Bouvard növendéke volt. Az orgona mellett elvégezte orgona-improvizáció szakot, ahol tanárai Loïc Mallié, Philippe Lefebvre, Thierry Escaich és Jean-François Zygel voltak, valamint az improvisation générative (csoportos kortárs improvizáció) szakot Alain Savouret, Rainer Boesch és Markeas Alexandros vezetésével. Doktori fokozatát (DLA) a Liszt Ferenc Zeneművészeti Egyetemen szerezte meg 2017-ben. Disszertációjának címe: Lejegyzés és előadás viszonya Ligeti György orgonaműveiben.
2000-ben egyéves tanulmányi szabadsága alatt a Sapporói Hangversenyterem (Japán) orgonistája volt. Ekkor számos hangversenyt és mesterkurzust tartott Japánban, valamint a Sapporói Hangversenyterem Kern orgonáján elkészítette első orgonalemezét, amelyen Bach és Liszt művei mellett saját improvizációi hallhatók.
2003-ban ellenszavazat nélkül, kiváló minősítéssel szerzett orgona-előadói és orgona-improvizáció diplomát a Párizsi Konzervatóriumon; improvisation générative diplomáját 2004-ben kapta meg ugyanitt. Számtalan hangversenyt adott szerte Európában, Japánban Észak-Koreában, Taiwanon és Észak-Amerikában. Többéves külföldi tartózkodása után 2004 óta Magyarországon él. Szakértőként részt vett a Bartók Béla Nemzeti Hangversenyterem orgonájának építésében; 2006-tól a Müpa orgonakoncertjeinek szerkesztője. Amerikai hangversenyeit 2002-2018 között a Karen McFarlane Artists, Inc. koncertügynökség szervezte.
A klasszikus orgonairodalom megszólaltatása mellett fontosnak tartja az improvizáció hagyományának ápolását. Ennek kapcsán igyekszik a hangszer lehetőségeit különböző zenei stílusok – jazz, illetve tradicionális zene – szintézisén keresztül is bemutatni. Ebben a szellemben rendszeresen koncertezik a hazai zenésztársadalom legtehetségesebb művészeivel, Palya Beával, Szokolay Dongó Balázzsal, Dés Andrással, Bacsó Kristóffal, Ávéd Jánossal, valamint a nemzetközileg ismert jazz-szaxofonossal, Vincent Le Quang-gal. 2004 óta az orgona mellett Hammond orgonán és zongorán is rendszeresen koncertezik világszerte.
2004-től 2008-ig a San Sebastian-i Zeneművészeti Főiskolán tanított improvizációt. 2008 szeptemberétől a Liszt Ferenc Zeneművészeti Egyetem oktatója. 2014-től Philippe Lefebvre utódaként a Párizsi Konzervatóriumon tanít improvizációt. 2022-től Kepes Julival közösen vezetik a Zenélj szabadon mozgalmat, melynek keretében improvizáció workshopokat és előadásokat tart.
2005-ben megjelent szólólemezén a Chartres-i katedrális orgonáján Bach, Liszt és francia szerzők műveit szólaltatja meg. További lemezei készültek a Hungaroton, a BMC, az Orpheia, a Gryllus Kiadó, az OrganPromotion és a Hunnia Records kiadóknál.
A MÜPA Húzónév portrébeszélgetés-sorozatának vendégeként idézte fel pályájának legfontosabb pillanatait.

## Díjak
- 2016: Érdemes művész[6]
- 2012: Gramofon-díj[7]
- 2006: Liszt Ferenc-díj[8]
- 2006: Prima-díj[9]
- 2004: Grand Prix de Chartres Nemzetközi Orgonaverseny – nagydíj és közönségdíj[10]
- 2003: Első Nemzetközi Német-Francia Orgonaverseny (Windesheim) – megosztott második díj; a francia orgonaművek legjobb előadásáért járó különdíj
- 2002: Párizs Város Negyedik Nemzetközi Orgonaversenye – improvizációs második díj; Maurice Duruflé-díj
- 2002: Royal Bank Calgary Nemzetközi Orgonafesztivál és -verseny – improvizációs aranymedál
- 1998: Győri Nemzetközi Orgonaverseny – második díj
- 1993: Gárdonyi Zoltán Emlékverseny (Budapest) – első díj

## Diszkográfia
- Fassang László: Die Kunst der Orgelimprovisation - Die vier Jahreszeiten (Az orgonán való rögtönzés művészete – A négy évszak), 2008 ORGANpromotion
- Fassang László – Vincent Lê Quang: The Course of the Moon, 2007 Orpheia
- Fassang László a Chartres-i katedrális nagyorgonáján, 2005 INTRADA